# ゆらり
『ゆらり』は、西条みつとしによる舞台作品。
2013年11月20日から11月24日まで西条みつとし主宰の劇団「TAIYO MAGIC FILM」により、ウッディシアター中目黒にて上演された。
また、2015年6月12日から6月21日まで同劇団により、中目黒キンケロ・シアターにて「ゆらり2015」として再演された。
2013年の上演で好評を博し、2015年の再演ではわずか10日間の公演で2千人以上を動員している。
この舞台作品を原案とした映画が2017年11月4日に公開された。

## キャスト（舞台）

### 2013年
- アキラ100％、石川賢二、菊池敏弘
- 菊地裕子、小築舞衣、諏訪井モニカ
- 土屋史子、堤匡孝、中村涼子
- 野中美智子、原裕太、山口景子
- 吉岡実優羽、米本千晴

### 2015年
- 結木智咲、由地慶伍、吉岡実優羽
- アキラ100％、岩﨑大（劇団スタジオライフ）、長田奈麻（ナイロン100℃）
- 長内映里香、蔭山浩美、杵渕はな（はなしょー）
- 久野みずき、小築舞衣、佐藤美貴
- 杉本美保、たむらがはく（気晴らしBOYZ）、友倉由美子
- 東松史子、細田香菜（劇団太陽マジック）、真山勇樹
- 宮川智司、桃瀬美咲

## スタッフ（舞台）

### 2013年
- 脚本･演出 - 西条みつとし
- 舞台監督 - 西山みのり
- 舞台美術 - 秋友久実
- 照明 - 尾崎純子
- 音響 - 遠地砂記子
- 音楽協力 - 山崎良明・岡部直弥
- 宣伝デザイン - ＫＡＧＥＣＨＩＹＯ
- 宣伝写真 - 臼井迅
- 制作協力 - 小野智美・村上亮
- 主催・企画 - 劇団太陽マジック

### 2015年
- 脚本･演出 - 西条みつとし
- 舞台監督 - 清水義幸（カフンタ）
- 美術 - 江連亜花里
- 照明 - 赤田智宏（ALOP）
- 音響操作 - 大堀巴瑠花(predawn)
- チラシデザイン - ＫＡＧＥＣＨＩＹＯ (スターダストプロモーション)
- チラシ写真 - 西条みつとし
- 記録撮影 - 植木靖夫 (キロックムービー)
- 演出助手 - 松岡努
- 制作 - 宮田聖（劇団太陽マジック）
- 制作協力 - 小野智美（Office smc）
- 協力プロデューサー - 槇和美
- 企画・製作 - 劇団太陽マジック

## 映画
舞台作品を原案とした映画が2017年11月4日に公開された。監督は横尾初喜、主演は岡野真也と内山理名。
石川県の海沿いの民宿を舞台に「あの時、伝えられなかった思い」を抱えた人びとが、家族の絆を取り戻していく姿を現在、未来、過去を織り交ぜて描いたファンタジー。

### あらすじ（映画）
【現在】石川県能登島の海沿いの民宿「赤木箱」で民宿を営む泉凛香とアルバイトの玉垣瞳。ある日、高山直人たちが宿泊にやってくるが、高山は瞳への対応だけがなぜかぎこちない。
一方、凛香はしきりに甘えてくる娘・ゆかりについきつい態度を取ってしまう。母に嫌われていると思い込んだゆかりは、父・孝介に「自分を誘拐してほしい」とせがみ、二人で狂言誘拐を計画する。
【未来】シングルマザーの木下ゆかりは、息子・青空と暮らしている。ある日、青空が「神様なんていないんだよ」と残念そうにゆかりに話し始める。
ゆかりは「神様はいるよ」と、青空に「神様から手紙が届くポスト」を渡す。それから、ポストに投函された青空からの手紙に返事を書くことがゆかりの日課になり、毎朝「神様からの手紙」を嬉しそうに読む青空を笑顔で見守る。だが、遺伝的な病気を抱えるゆかりの体調は日増しに悪化し、入院することになってしまう。
【過去】8年前の民宿「赤木箱」。凛香は女優の夢を諦め、実家に戻って来ているが、母・美和とはうまくいっていない。
そんな時、凛香の友人・琴美たちが民宿へ遊びにくる。久しぶりに再会し楽しく過ごす凛香たちだったが、そこで時間を巻き戻せる不思議なリモコンを発見する。このリモコンにより凛香たちは奇跡のような思いがけない体験をすることになる。       

### キャスト（映画）

#### 第1部（現在）
泉凛香〈31〉
演 - 岡野真也
海沿いに佇む民宿「赤木箱」を経営する。
接客中にしきりに甘えてくる娘・ゆかりをつい突き放してしまう。
玉垣瞳
演 - 萩原みのり(幼少期:加藤碧唯)
「赤木箱」で大学が休みの時にアルバイトをしている。
父・直人が客として来ていることに気付かず、本当はお父さんに会いたいと泣き出す。
泉孝介
演 - 山中崇
凛香の夫。娘・ゆかりからせがまれ、それで気が済むならと狂言誘拐を計画する。
しかし、「脅迫電話」を高山が取ったため失敗に終わる。
泉ゆかり
演 - 筧礼
母・凛香に嫌われていると思い込み、母の気持ちを試すため、「自分を誘拐してほしい」と父・孝介にせがむ。
高山直人
演 - 戸次重幸
「赤木箱」の宿泊客。生き別れた娘がいることを知り、保科と一緒にやって来る。
保科
演 - 遠藤久美子
「赤木箱」の宿泊客。高山の職場の同僚。
旅行雑誌で瞳を見つけて、高山を誘い、一緒に赤木箱に来る。
「赤木箱」の宿泊客
演 - 夏緒
旅行雑誌に出てましたよねと瞳に話しかける。
孝介 の「脅迫電話」を高山が取ったところを目撃し、凛香を責める孝介に事情を話す。
長谷川
演 -  大橋彰（アキラ100％）
中古車販売会社の社員。先日の見積金額をオーバーしてしまうと謝罪の電話をかけてく る。
高山の職場の同僚
演 - 樹原ゆり
旅行雑誌に載っていた「赤木箱」のページを高山に見せ、行ってみたらと話しかける。

#### 第2部（未来）
木下ゆかり
演 - 内山理名
シングルマザー。息子・青空と二人暮らしをしている。
入院中に父親のことばかり楽しそうに話す青空につい当たってしまう。
だが、毎日神様に病気が治るように手紙でお願いしていると聞いて青空を抱きしめる。
木下正樹
演 - 平山浩行（超特急）
ゆかりの元夫。ゆかりの入院中、青空を預かることになる。
サッカーをしたり、食事に行ったりして青空と一緒に過ごす。
青空（そら）
演 -  高橋幸聖
ゆかりと正樹の息子。
「ひだまり園」の先生
演 - 青木さやか
青空の通う児童施設の先生。

#### 第3部（過去）
高崎幸雄
演 - 渡辺いっけい
凛香の父。マジックが趣味でよく客に披露している。
高崎美和
演 -  鶴田真由
凛香の母。味噌汁を誤って凛香の手にこぼし、熱傷を負わせてしまう。
それが原因で、連ドラに出演できなくなり事務所も辞めることになったと言われる。
その後も凛香とはぎくしゃくした関係となっている。
高崎凛香〈23〉
演 - 岡野真也
東京での女優の夢を諦めて実家に戻ってくる。
母の最後の日の夜、カレーを一緒に食べようと誘われたのに断ったことを悔やんでいる。
ふとしたことで、時間を巻き戻せる不思議なリモコンを発見する。
高山直人の会社の後輩
演 - 寿大聡
取引先からのクレーム処理に高山を付き合わせ、その帰りに高山が運転中に不注意で脇見をして事故を起こしてしまう。
琴美
演 - 小築舞衣
凛香の東京での友人。
「赤木箱」に健太郎と一緒に訪れ、一緒に凛香の父のマジックを見たりする。母を突然亡くした凛香を心配している。
健太郎
演 - 弥尋
凛香の東京での友人。
瞳の母
演 - 東松史子
「赤木箱」で働いていた。「現在」は亡くなっている。
瞳にお父さんは素敵な人だったと言っている。
瞳
演 - 加藤碧唯
父・直人に缶入りのドロップを出してもらう。
黄色のドロップが出て「当たりだ。いいことあるぞ!」と言ってもらう。

### スタッフ（映画）
- 監督：横尾初喜
- 原作・脚本：西条みつとし
- 音楽：今井了介
- 主題歌：ハルカトミユキ
- エグゼクティブプロデューサー：森田篤
- プロデューサー：半田健、槇和美、前田利洋
- 撮影：江森太一
- 照明：阿部良平
- 録音：加藤大和
- 美術：小栗綾介
- 衣装：照井真純
- ヘアメイク：田鍋知佳
- 編集：鈴木理
- 助監督：戸塚寛人
- 制作担当：秋元一富
- アシスタントプロデューサー：津島彩乃
- 配給：ベストブレーン